# Man (Wybrzeże Kości Słoniowej)
Man – miasto na Wybrzeżu Kości Słoniowej; ośrodek administracyjny prowincji Dix-huit Montagnes; 164 449 mieszkańców (2010); ośrodek handlowy regionu rolniczego; przemysł spożywczy, turystyka; lotnisko; w okolicy wydobycie rud żelaza i cyny.

## Miasta partnerskie
- Besançon